# The National Fund
The National Fund ist eine gemeinnützige Stiftung im Vereinigten Königreich. Der damalige Finanzminister, Stanley Baldwin, schlug 1919 in der The Times vor, patriotische, reiche Bürger könnten einen Teil ihres Vermögens stiften, um die Staatsverschuldung aus dem Ersten Weltkrieg zu verringern. Er selbst spendete 20 % seines eigenen Vermögens (120.000 Pfund).
Am 9. Januar 1928 stiftete ein anonymer Bürger eine halbe Million Pfund, unter der Bedingung, dass der Betrag verwendet werde, um die noch verbleibenden Schulden des Vereinigten Königreichs vollumfänglich zu begleichen:

“[...] The National Fund shall be retained and accumulated until either alone or with other funds then presently available for the purpose it is sufficient to discharge the national debt [...]”

„Der National Fund soll zurückbehalten und vermehrt werden, bis es alleine, oder zusammen mit anderen zukünftigen Vermögen ausreicht, um die nationale Verschuldung zu begleichen.“

Im Rahmen eines Rechtsstreit veröffentlichte das Gericht im Jahr 2022 Dokumente, die zeigten, dass es sich bei dem anonymen Stifter um Gaspard Farrer, Partner der Barings Bank handelte.
Die Stiftung wird von der Bank Barclays verwaltet und besaß im Februar 2012 351 Millionen Pfund, im Mai 2018 475 Millionen. Da sich die britischen Staatsschulden im Jahr 2017 auf 1,78 Billionen Pfund beliefen, ist die Verwendung des Betrages für den angedachten Zweck illusorisch.
Die Verwalter versuchen, das Vermögen an gemeinnützige Organisationen auszuzahlen – jedoch ist dazu der Beschluss eines Gerichtes notwendig. Die britische Regierung hingegen möchte mit dem Stiftungsvermögen schon jetzt einen Teil der Staatsschulden begleichen. Nach den Statuten der Stiftung ist eine vorzeitige Auszahlung jedoch nur während einer nationalen Notlage (engl. national exigency) zulässig.